# Dekanat borysowski II
Dekanat borysowski II – jeden z jedenastu dekanatów wchodzących w skład eparchii borysowskiej Egzarchatu Białoruskiego Patriarchatu Moskiewskiego.

## Parafie w dekanacie
- Parafia Świętych Borysa i Gleba w Borysowie
  - Cerkiew Świętych Borysa i Gleba w Borysowie
- Parafia św. Dymitra Sołuńskiego w Borysowie
  - Cerkiew św. Dymitra Sołuńskiego w Borysowie

- Parafia św. Jerzego Zwycięzcy w Borysowie
  - Cerkiew św. Jerzego Zwycięzcy w Borysowie
- Parafia Świętej Trójcy w Bytczy
  - Cerkiew Świętej Trójcy w Bytczy
- Parafia Świętych Kosmy i Damiana w Droździnie
  - Cerkiew Świętych Kosmy i Damiana w Droździnie
- Parafia św. Jana Kronsztadzkiego w Gancewiczach
  - Cerkiew św. Jana Kronsztadzkiego w Gancewiczach
- Parafia Ikony Matki Bożej „Wszystkich Strapionych Radość” w Górze
  - Cerkiew Ikony Matki Bożej „Wszystkich Strapionych Radość” w Górze
- Parafia św. Mikołaja Cudotwórcy w Lachówce
  - Cerkiew św. Mikołaja Cudotwórcy w Lachówce
- Parafia Narodzenia św. Jana Chrzciciela w Lubczy
  - Cerkiew Narodzenia św. Jana Chrzciciela w Lubczy
- Parafia św. Mikołaja Cudotwórcy w Wielkiej Uchłodzie
  - Cerkiew św. Mikołaja Cudotwórcy w Wielkiej Uchłodzie
- Parafia Opieki Matki Bożej w Zabaszewiczach
  - Cerkiew Opieki Matki Bożej w Zabaszewiczach
- Parafia Podwyższenia Krzyża Pańskiego w Zagórzu
  - Cerkiew Podwyższenia Krzyża Pańskiego w Zagórzu
- Parafia św. Michała Archanioła w Zamoszu
  - Cerkiew św. Michała Archanioła w Zamoszu
- Parafia św. Michała Archanioła w Ziembinie
  - Cerkiew św. Michała Archanioła w Ziembinie

## Galeria

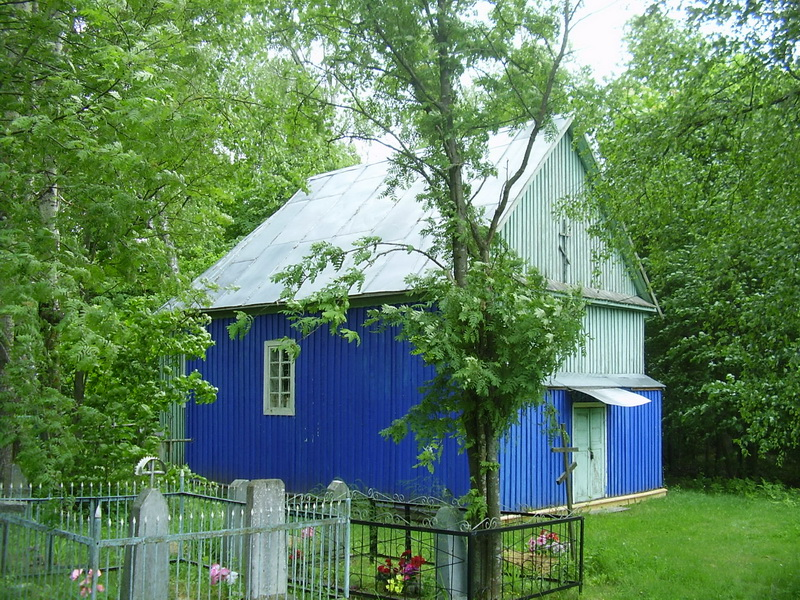
Cerkiew św. Mikołaja Cudotwórcy w Lachówce
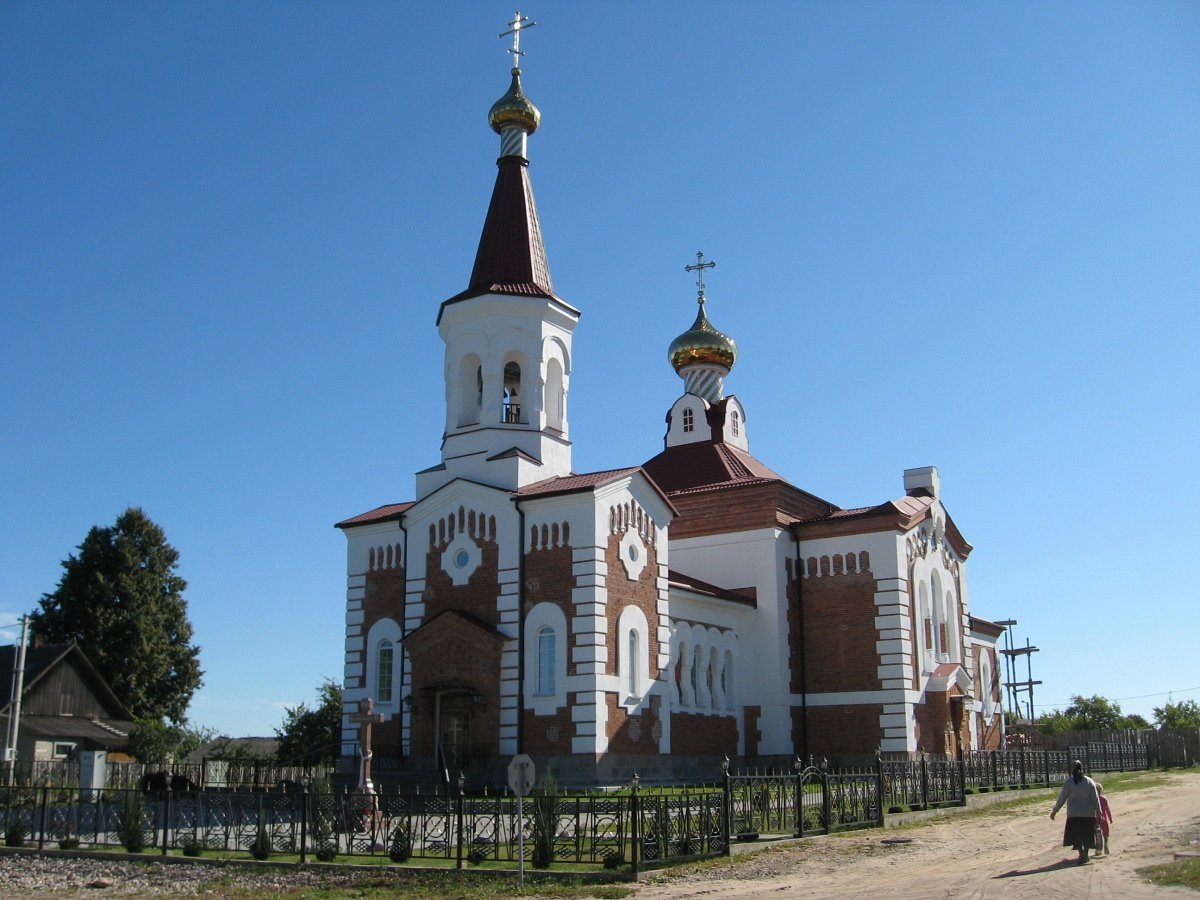
Cerkiew św. Michała Archanioła w Ziembinie